# Vernevania urbanusorum
Vernevania urbanusorum är en stekelart som beskrevs av Andrew R. Deans 2003. Vernevania urbanusorum ingår i släktet Vernevania och familjen hungersteklar. Inga underarter finns listade i Catalogue of Life.